# Губер, Иоганн Самуэль
Иоганн Самуэль Губер (нем. Johann Samuel Huber; 8 декабря 1778, Мальберг — 30 января 1858, Москва, Российская империя) — лютеранский пастор, глава Московской консистории Евангелическо-лютеранской церкви.

## Биография
Родился 8 декабря 1778 года в Мальберге, близ Фрайбурга, в многодетной семье чиновника Великого герцогства Баденского Франца Йозефа Губера. Всего в трёх браках у Франца Йозефа было 27 детей: 18 сыновей и 9 дочерей. Иоганн был старшим из 13 детей от второго брака Ф. Й. Губера с Анной Марией Ференбах.
20 декабря Иоганн был крещён в католическую веру с присвоением второго имени Непомук в честь почитаемого католиками святого Яна Непомуцкого. В выписке из актов гражданского состояния (Familienbuch) Иоганн Непомук указан под номером 1355. В 1799 году он перешёл в лютеранство и заменил второе имя Непомук на Самуэль.
Первоначальное образование получил во францисканском монастыре. В 1802—1805 годах учился на Богословском факультете Университета Галле, в 1805—1807 годах изучал богословие в Базеле, где 31 марта 1807 года был ординирован в пасторы. В этом же году при содействии доктора теологии Г. Ф. Кнаппа получил вызывную грамоту из России и прибыл в Екатериненштадт по приглашению 22 реформатских семей города. Община объединяла 23 церкви, находившиеся на территории одного католического и трёх лютеранских приходов. Руководимый Губером приход Северный Екатериненштадт не имел ни кюстера, ни шульмейстера, ни школы. Поэтому пастор Губер особое внимание стал уделять молодёжи и прежде всего открыл в приходе школу для детей реформатов. В связи с недостатком духовной литературы Губер уже в первые годы пребывания в Поволжье создал типографию, а при содействии иезуитов и Британского Библейского общества распространял в колониях издания Библии и Нового Завета, впоследствии руководил работой по составлению песенника (Gesangbuch) для поволжских лютеран. В 1819—1820 годах во многом благодаря усилиям Губера лютеранские и реформатские общины Екатериненштадта объединились.
С 1819 года Губер — асессор Саратовской евангелическо-лютеранской консистории и одновременно в 1820—1822 годах — пастор прихода Мессер (Усть-Золиха, Правобережье Волги) и церкви Св. Марии в Саратове. С 1828 года, а после отъезда епископа И. Фесслера в Санкт-Петербург, стал вице-президентом Саратовской консистории. После принятия Устава евангелическо-лютеранской церкви Российской империи (1832) руководил работой первого Синода пасторов Право- и Левобережья Волги (1834).
В 1834 году, в связи с созданием Московской и Санкт-Петербургской консисторий Евангелическо-лютеранской церкви, высочайшим указом был утверждён духовным руководителем — генерал-суперинтендантом Московской консистории. Одновременно исполнял обязанности президента Реформатского заседания, пастора церкви Святого Михаила и собора Святых Петра и Павла в Москве, а в 1850—1851 годах — ещё и обязанности пастора в Твери.
Императорским указом от 10 июля 1847 имя Иоганна Губера, его супруги и потомков было внесено в III часть родословной книги дворянства Московской губернии и утверждён герб семьи Губер. При внесении этой записи немецкое имя Иоганн было записано как Иван, а к именам всех детей добавлено отчество Иванович. В 1857 году по случаю 50-летия ординации получил именной подарок от императорской семьи.
Деятельность Губера не ограничивалась только церковными делами. Во время Отечественной войны 1812 года лютеранские приходы Саратовской губернии по инициативе Губера оказывали русской армии существенную финансовую поддержку, значительное число верующих-лютеран служило в рядах российской армии. Императорским указом Губер был награждён крестом 1812 года с ношением на Владимирской ленте. В 1830 и 1838 годах во время эпидемии холеры в поволжских губерниях лютеранская церковь и лично Губер приняли активное участие в помощи больным. За эту деятельность Губер был награждён орденом Святого Станислава 2-й степени получил от императора Николая I две тысячи рублей вознаграждения.
Иоганн Губер скончался 18 (30) января 1858 года и похоронен в семейном склепе на Введенском (Немецком) кладбище в Москве (уч. 3).

## Семья и потомки
Семейная жизнь Иоганна Губера сложилась вполне удачно. 23 февраля 1808 года он женился на Иоганне Луизе Виганд, дочери профессора и проповедника Братства конгрегации (Санкт-Петербург). Иоганна Луиза родилась 27 декабря 1788 года в Москве, скончалась в ноябре 1868 года и похоронена в семейном склепе рядом с мужем.
За 50 лет брака у Иоганна и Иоганны родилось 9 сыновей (Гильберт, Эдуард, Иосиф, Богдан, Федор, Александр, Юлий и Иван) и две дочери (Эмилия и Персида).
Потомки Иоганна Губера оставили заметный след в истории России:
- Эдуард Губер, сын — поэт, первый переводчик на русский язык трагедии «Фауст», был дружен с А. С. Пушкиным, который оказал ему существенную помощь в осуществлении перевода.[2]
- Александр Андреевич Губер, правнук — известный ученый-востоковед, академик, один из основателей Института востоковедения РАН.
- Андрей Александрович Губер, правнук — известный специалист по живописи Возрождения, был главным хранителем Музея им. А. С. Пушкина, в послевоенные годы принимал активнейшее участие в перевозе из Германии коллекции Дрезденской галереи, последующей её реставрации и возвращении в Германию, за что был удостоен звания Почетного гражданина города Дрездена.
- Борис Андреевич Губер, правнук — писатель, работа которого, посвященная творчеству И. Бунина, нашла горячий отклик у Максима Горького.
- Анна Юльевна, внучка — была замужем за известным ученым-зоологом, академиком Николаем Михайловичем Кулагиным.
- Андрей Сергеевич Кулагин, прапраправнук — академик РАЕН, в 2002—2005 годах был заместителем министра промышленности и науки Российской Федерации.

## Сочинения
- Дневник пастора Губера 6-31.08.1830, пер. с нем. // «Русская старина». — 1878. — № 8. — С. 581—591;
- Tagebuch eines Geistlichen während der Cholera-Pest zu Saratow an der Wol-ga vom 6.-31. August 1830. — Berlin, 1831;
- Mitteilungen von Pastor J. S. Huber // Sammlungen für Liebhaber christlicher Wahrheit und Gottseligkeit. — Basel, 1808.